# 黑緣黃姑魚
黑緣黃姑魚為輻鰭魚綱鱸形目鱸亞目石首魚科的其中一種，分布印度西太平洋區，包括印度、斯里蘭卡、孟加拉、緬甸、泰國、柬埔寨、越南、印尼、馬來西亞、澳洲等海域，棲息深度可達40公尺，體長可達60公分，棲息在沿海海域、河口區，屬肉食性，以小魚及無脊椎動物為食，可作為食用魚。